# Toulouse Blagnac Hockey Club
Die Bélougas de Toulouse (offizieller Name: Toulouse Blagnac Hockey Club) sind eine französische Eishockeymannschaft aus Toulouse, welche 1989 gegründet wurde und seit 2013 in der Division 2, der dritthöchsten französischen Eishockeyliga, spielt.

## Geschichte
Der Toulouse Blagnac Hockey Club wurde 1989 gegründet. Größter Erfolg der Vereinsgeschichte war der Gewinn des Meistertitels der drittklassigen Division 2 im Jahr 1998. Ab 2010 spielte die Mannschaft in der zweitklassigen Division 1, ehe sie 2013 wieder in die dritte Spielklasse abstieg.

## Erfolge
- Meister der Division 2: 1998

## Bekannte aktuelle und ehemalige Spieler
- Karl Dewolf
- Benoît Pourtanel
- Maurice Rozenthal
- Petri Ylönen